# Schokoriegel

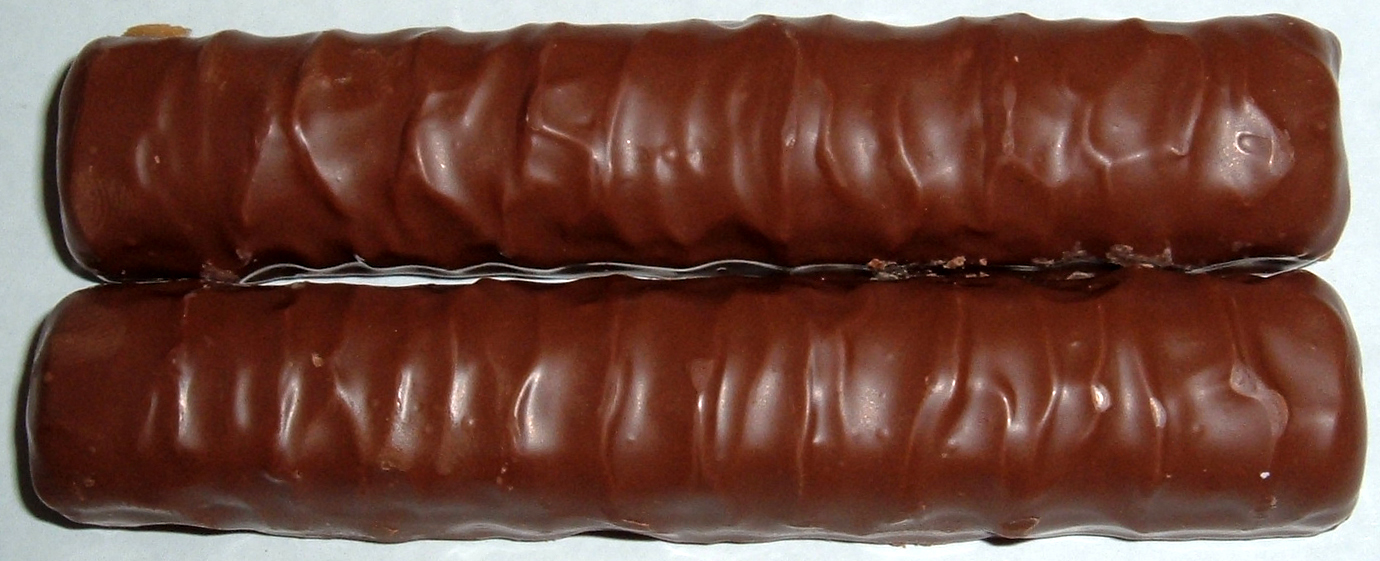
Zwei Schokoriegel

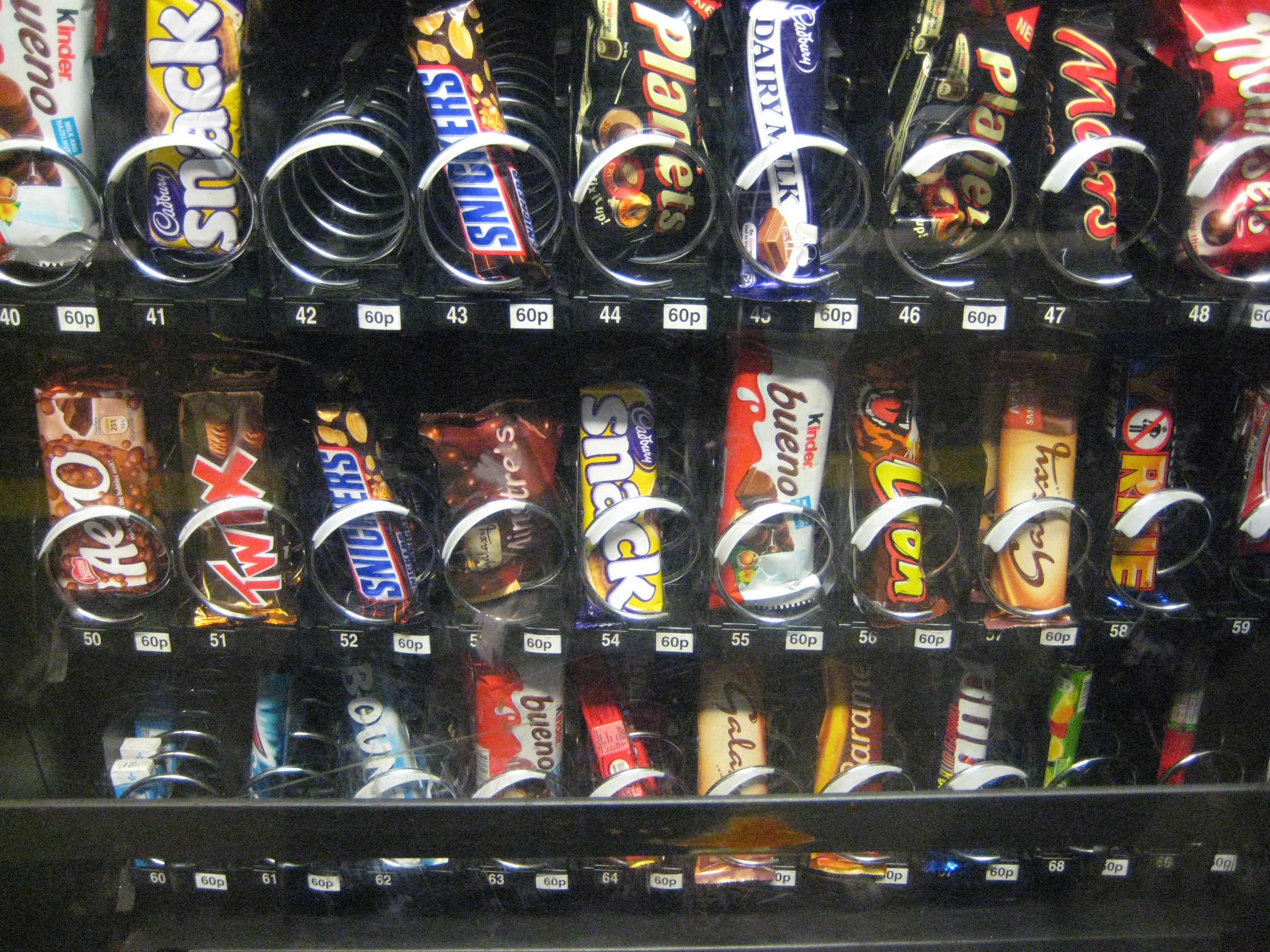
Automat mit verschiedenen Schokoriegeln

Ein Schokoriegel ist eine Süßware in Riegelform, die eine Füllung enthält. Je nach Sorte sind Schokoriegel zum Beispiel mit Karamell, Nüssen, Marzipan oder Cremes gefüllt, einige haben Keks- oder Waffelanteile.
Marktführer auf dem Schokoriegelmarkt für industriell hergestellte Schokoriegel in Deutschland ist die Firma Mars (30 % Marktanteil) mit ihren Marken Mars, Snickers, Twix, Bounty usw., dahinter folgen Ferrero (28,3 %), Nestlé (7,8 %) und Kraft Jacobs Suchard (3,5 %). Weltweiter Marktführer ist nach der Übernahme des britischen Süßwarenherstellers Cadbury im Jahr 2010 der US-amerikanische Lebensmittelkonzern Mondelēz International vor Mars Incorporated und Nestlé.

## Geschichte
Der Schokoriegel ist, wie die Praline, eine Erfindung belgischer Chocolatiers, in Belgien war die Schokoladenkultur schon früh hoch entwickelt, denn im Vergleich zu anderen Ländern kam man in Belgien schon sehr früh und besonders günstig an Kakaobohnen heran.
Die Vorläuferin des Schokoriegels ist die Schokolade in Tafelform, die in Europa im 19. Jahrhundert eingeführt wurde, angeblich zuerst in Großbritannien. Dabei handelte es sich noch um Bitterschokolade. Die Milchschokolade wurde erst 1875 in der Schweiz erstmals hergestellt.
Als erster großindustrieller Hersteller eines modernen Schokoriegels gilt das Unternehmen des US-Amerikaners Milton S. Hershey, der Ende des 19. Jahrhunderts Süßigkeiten aus Karamell produzierte. 1893 kaufte er auf der Weltausstellung World’s Columbian Exposition in Chicago eine deutsche Maschine zur Schokoladenfertigung und begann ein Jahr später unter dem Namen Hershey’s Chocolate Company mit der Herstellung gefüllter Schokoriegel und von Pralinen. Da sich die Riegel sehr gut verkauften, wurden in den USA wenige Jahre später zahlreiche ähnliche Produkte mit unterschiedlichen Füllungen auf dem Markt eingeführt. Der erste Schokoriegel mit Erdnüssen namens Squirrel Brand wurde 1905 von Perley G. Gerrish in Cambridge herausgebracht. Goo Goo Cluster erschien 1912 auf dem Markt und bestand aus einer Mischung aus Karamell, Marshmallow, Erdnüssen, Kokosnuss und Milchschokolade. Diese Sorte gibt es in den USA noch heute.
Besonders populär wurden Schokoriegel in den USA zur Zeit des Ersten Weltkrieges, weil die Soldaten der US-Army als Teil ihrer Verpflegung Schokolade in dieser handlichen Form erhielten. Das wiederholte sich im Zweiten Weltkrieg, und US-Soldaten brachten die Schokoriegel während der Besatzungszeit auch nach Deutschland.
1923 kreierte Frank C. Mars seinen ersten Schokoriegel namens Milky Way. Einige Jahre später brachte er Mars und Snickers auf den Markt.
In jüngerer Zeit werden auch wieder von vielen teuren Schokoladenmarken sogenannte Praliné-Riegel mit aufwändigen Füllungen hergestellt. Der Übergang zwischen gefüllten Tafeln und Riegeln ist hier fließend. Es gab schon in der Vergangenheit Praliné-Riegel aus dem Hause Trumpf mit der Bezeichnung „Pralette“, die bis in die 1970er Jahre produziert wurden. Auf die Überschneidung zwischen Praliné und Riegeln weist auch der Werbeslogan für den duplo-Riegel hin, der mit den Worten „die wahrscheinlich längste Praline der Welt“ beworben wird.